# C2H2N2S
化学式C2H2N2S（摩尔质量：85.99 g/mol）可以指：
- 噻二唑
  - 1,2,3-噻二唑，CAS号：288-48-2 
  - 1,2,4-噻二唑，CAS号：288-92-6 
  - 1,2,5-噻二唑，CAS号：288-39-1 
  - 1,3,4-噻二唑，CAS号：289-06-5
- 氰基硫代甲酰胺，CAS号：471-24-9

|  | 这个同类索引页列出了具有相同分子式的化学物（即同分異構體）条目。 除非您是有意链接至本页，否则应将相应条目的内部链接指向正确的条目。 |